# Alvordia
Alvordia Brandegee é um género botânico pertencente à família Asteraceae.
É composto por 5 espécies descritas e destas 4 são aceites.
O género foi descrito por Townshend Stith Brandegee e publicado em Proc. Calif. Acad. Sci. ser. 2. 2: 174. 1889. A espécie-tipo é Alvordia glomerata Brandegee.		
Trata-se de um género reconhecido pelo sistema de classificação filogenética Angiosperm Phylogeny Website.

## Espécies
As espécies aceites neste género são:
- Alvordia brandegeei A.M.Carter
- Alvordia congesta (Rose ex Hoffman) B.L.Turner
- Alvordia fruticosa Brandegee
- Alvordia glomerata Brandegee